# Kim Frank
Kim Alexander Frank (Flensburgo, 24 maggio 1982) è un cantante, attore e regista tedesco, celebre per essere stato il frontman del gruppo musicale Echt.

## Biografia
Kim Frank, anima degli Echt, è di Flensburgo come gli altri componenti di questo gruppo che ha spopolato in Germania col secondo dei tre album incisi, Freischwimmer (1999).
Scioltasi la formazione nel 2002, Kim è rimasto nell'ambiente dello spettacolo partecipando ad alcuni film, tra cui La banda Baader Meinhof (dove però non è accreditato). Nel 2006 ha intrapreso una carriera di cantante solista con l'album Hellblau; nonostante i riscontri positivi di uno dei singoli, Lara, a questo lavoro discografico non ne sono seguiti altri. Kim Frank è diventato poi regista di videoclip, che è ancora oggi la sua attività principale. Nel 2018 ha diretto per la prima volta un lungometraggio, Wach. 

## Vita privata
Sul finire del secolo XX ha iniziato una relazione con la moderatrice televisiva Enie van de Meiklokjes, tuttora sua compagna.